# Sonerila harveyi
Sonerila harveyi är en tvåhjärtbladig växtart som beskrevs av George Henry Kendrick Thwaites. Sonerila harveyi ingår i släktet Sonerila och familjen Melastomataceae. Inga underarter finns listade i Catalogue of Life.